# Aeroportul Vanua Lava
Aeroportul Vanua Lava (IATA: SLH, ICAO: NVSC) este un aeroport din Sola⁠(d), Vanua Lava⁠(d), Torba⁠(d), Vanuatu ce deservește zona Vanua Lava⁠(d). A fost numit după zona deservită.
Situat la o altitudine de 17 m, aeroportul dispune de o singură pistă.